# San Juanito (Meta)
San Juanito es un municipio del Meta, Colombia. Localizado al noroeste de Villavicencio, es uno de los pocos municipios del departamento que se localizan en clima frío. Tiene bajo su jurisdicción un centro poblado: San José.

## Historia
Alrededor de 1912 o 1913 el sacerdote francés de la orden morfontiana, Juan Bautista Aranud (1860-1938), llegó a los territorios del actual municipio; a principios de 1913 llegaron las primeras familias y se establecieron en la meseta San Luis, iniciando un caserío al que llamaron "La Soledad", que se trasladó al sitio actual en 1921. En 1929 la Comunidad Monfortiana funda el Seminario del cual salen varias generaciones de sacerdotes.
En el año de 1962, con el ayuda del Departamento, el municipio construyó una pista de aterrizaje en el medio de la actual cabecera municipal; en 1967 se eleva a la categoría de inspección departamental, perteneciente al municipio de El Calvario, y es elevado a municipio por medio de la ordenanza No.32 de 1981. En 1983 se definieron los límites del municipio.

## Geografía

### Límites municipales
San Juanito está rodeado en la mayor parte del territorio por el departamento de Cundinamarca (especialmente por las provincias de Oriente, Guavio y Medina), excepto al sur, que es ya perteneciente a su propio departamento.
| Noroeste: Fómeque ( Cundinamarca) (Parque nacional natural Chingaza) | Norte: Junín ( Cundinamarca) (Parque nacional natural Chingaza) | Nordeste: Gachalá ( Cundinamarca)                   |
| Oeste: Fómeque ( Cundinamarca)                                       |                                                                 | Este: Medina ( Cundinamarca) (Farallones de Medina) |
| Suroeste: El Calvario                                                | Sur: El Calvario (Río Guatiquía)                                | Sureste: Restrepo                                   |